# Франко-монегаські відносини
Франко-монегаські відносини — це особливі дипломатичні відносини між Францією та Монако.

## Історія
Лише в 1419 Монако отримало контроль над власним суверенітетом від французького контролю після того, як Ламберт Грімальді переконав французького короля Карла VIII надати йому незалежність.
Король Людовик XII визнав Монако в 1512 підписанням документа, який також оголосив вічний союз з королем Франції.
Після правління Іспанії, на початку 1600-х Монако процвітав знову за Оноре II, який зміцнив зв'язки з Францією, які тривали в такому стані протягом наступних двохсот років.
У договорі від 2 лютого 1861 Принц Карл III передав монегаський суверенітет над містами Ментон і Рокбрюн (нині Рокбрюн-Кап-Мартен) в обмін на повну незалежність від Франції.
Після Першої світової війни за договором підписаним 27 липня 1919, та статтею 436 Версальського договору, Монако знову поставили під обмежений захист Франції  та підтвердили особливі відносини.  Ці відносини тривають і донині, коли уряд Франції бере на себе відповідальність за оборону Монако, тоді як останній має лише невеликий відділ поліції. Також було встановлено взаємну правову угоду та спільний режим між двома країнами; вони підписали Договір 1945 та Угоду 1963 про продовження відносин.
У 2002 відбулися переговори щодо законів, які випливали з Версальського договору і регулювали відносини між Монако та Францією. В 2005 вони були остаточно ратифіковані за нових умов. Перетворили представництво Франції з консульства на посольство; дозволено іншим країнам акредитувати послів у Монако; офіційно визнана схема  правонаступництва правління династії Грімальді  в Монако, яка була спочатку викладена в конституції 1962 року, а також розширила право правління на дочок правлячого принца та інших членів сім'ї. 

## Економічні зв’язки
Європейська служба зовнішніх дій співпрацювала з Монако у своїх ініціативах через відносини з Францією. Монако таким чином було інтегровано до Шенгенської зони. Рада міністрів ЄС уповноважила Францію вести переговори про монетарну угоду, яка дозволяє Монако, зокрема, використовувати євро як свою офіційну валюту, надавати законний статус євро та випускати обмежену кількість євро монет зі своїми національними сторонами. Він також підписав угоду з Монако щодо застосування законодавства про EEAS щодо фармацевтичних препаратів, косметичних засобів та медичних виробів, яке було прийнято 1 травня 2004 року. Однак товари, вироблені в Монако, не повинні бути асимільовані в продукцію походження EEAS. Угода про оподаткування заощаджень набула чинності 1 липня 2005 року. 
Монако повністю інтегрована в митний союз із Францією, що також дозволяє брати участь у ринковій системі ЄС. Останній збирає та знижує торгові мита з Монако. Євро було прийнято в якості офіційної валюти 1 січня 2002 року. 

## Монегаська політика
У 1962 році відмова Монако вкласти податок як на своїх резидентів, так і на міжнародний бізнес спричинила проблеми у відносинах. Однак ситуацію було вирішено угодою, що громадяни Франції, які проживають менше ніж п’ять років у Монако, та компанії, які здійснюють понад 25 відсотків свого бізнесу за межами країни, будуть оподатковуватися за французькими ставками. Криза також призвела до нової конституції та відновлення Національної ради. Серед редакцій нової конституції - призначення кандидата на посаду Ради уряду, яка складається з державного міністра, який є громадянином Франції та обраний на трирічний термін із групи старших французьких державних службовців, обраних урядом Франції.    Вони є представником князя і відповідають за зовнішні відносини, керують виконавчими службами, поліцією та Радою уряду.  Вони також обирають трьох членів ради: один дбає про економіку та фінанси; один про внутрішні справи; і, один про соціальні справи. Усі міністри підзвітні принцу Монако. 
Правова система Монако також моделюється за Наполеонівським кодексом  і подібна до Французької. 
Монако також погодилося здійснювати свої суверенні права відповідно до французьких інтересів.

## Культурні відносини

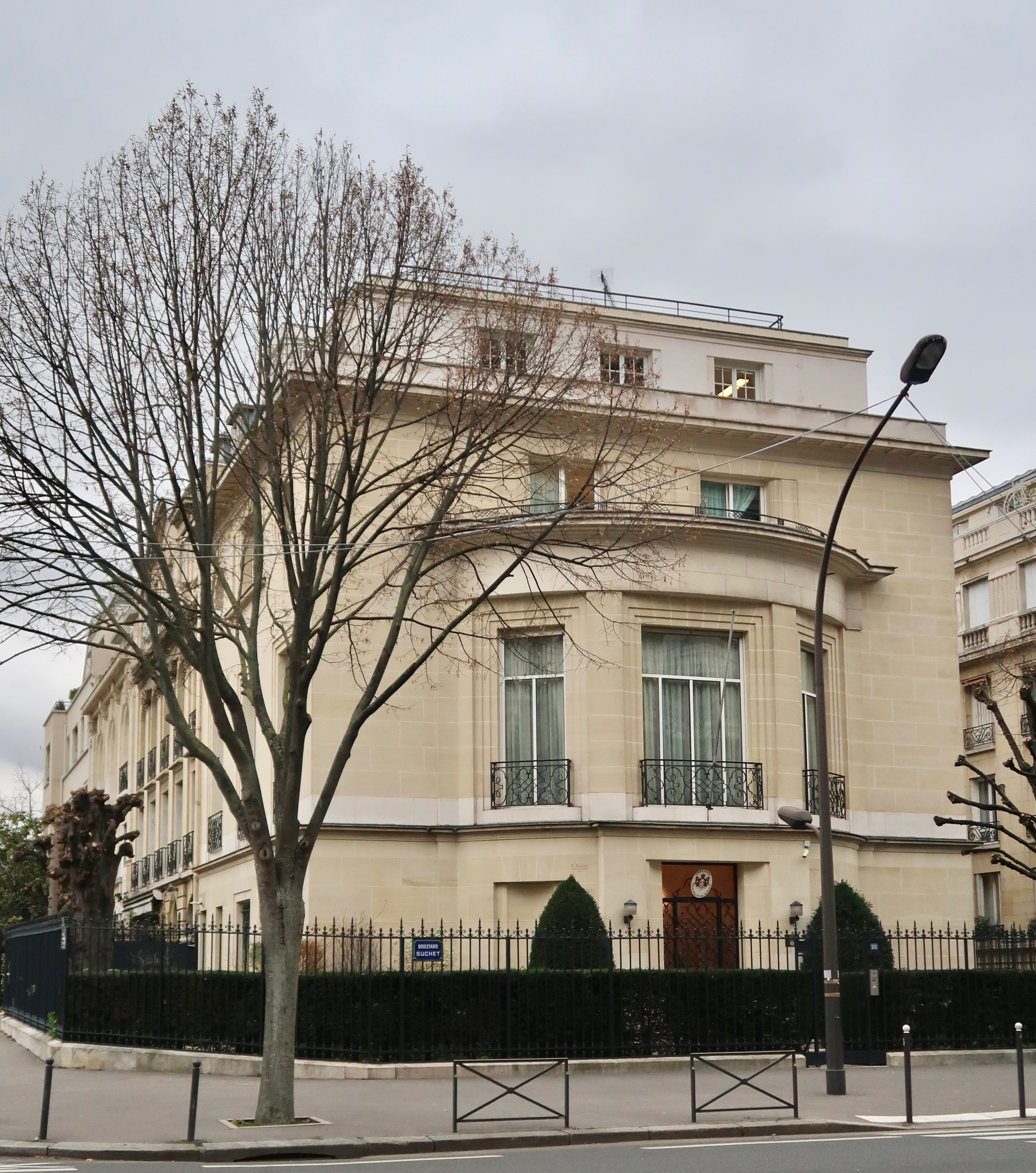
Посольство Монако в Парижі

Дві країни поділяють французьку як свою офіційну мову, хоча історичною мовою Монако є монегаська, різновид лігурійської, одна з гало-італійських мов. Громадяни Франції та Італії складають більше половини населення країни. Французька кухня також поширена в Монако. 
Приблизно дві третини 30 000 робочих місць Монако заповнюють працівники із сусідніх міст Франції та Італії. 

## Постійні дипломатичні представництва
- У Франції є посольство в Монте-Карло. [9]
- Монако має посольство в Парижі[10].